# مورتن غامست بيدرسن
مورتن غامست بيدرسن، من مواليد 8 سبتمبر 1981 في فادسو في النرويج، لاعب كرة قدم نرويجي.
بدأ مسيرته الكروية مع نادي ترومسو في عام 2000، ولعب معهم حتى عام 2004، وشارك معهم في 85 مباراة وسجل 41 هدف، ومنذ عام 2004 وهو يلعب مع نادي بلاكبيرن روفرز الإنجليزي. وهو يجيد تنفيذ الركلات الحرة.

## روابط خارجية
- مورتن غامست بيدرسن على موقع IMDb (الإنجليزية)
- مورتن غامست بيدرسن على موقع الاتحاد الدولي (مؤرشف)  (الإنجليزية)
- مورتن غامست بيدرسن على موقع الاتحاد الأوربي (الإنجليزية)
- مورتن غامست بيدرسن على موقع اتحاد النرويج (النرويجية)
- مورتن غامست بيدرسن على موقع اتحاد تركيا (لاعب) (الإنجليزية)
- مورتن غامست بيدرسن على موقع قاعدة بيانات كرة القدم.إي يو (الإنجليزية)
- مورتن غامست بيدرسن على موقع ناشيونال فوتبول تيمز (الإنجليزية)
- مورتن غامست بيدرسن على موقع Soccerbase.com (لاعب) (الإنجليزية)
- مورتن غامست بيدرسن على موقع Soccerway.com (الإنجليزية)
- مورتن غامست بيدرسن على موقع عالم كرة القدم.نت (الإنجليزية)
- مورتن غامست بيدرسن على موقع كووورة